# Tremaster mirabilis
Genre
Espèce
Tremaster mirabilis est une espèce d'étoile de mer abyssale de la famille des Asterinidae, la seule du genre Tremaster.

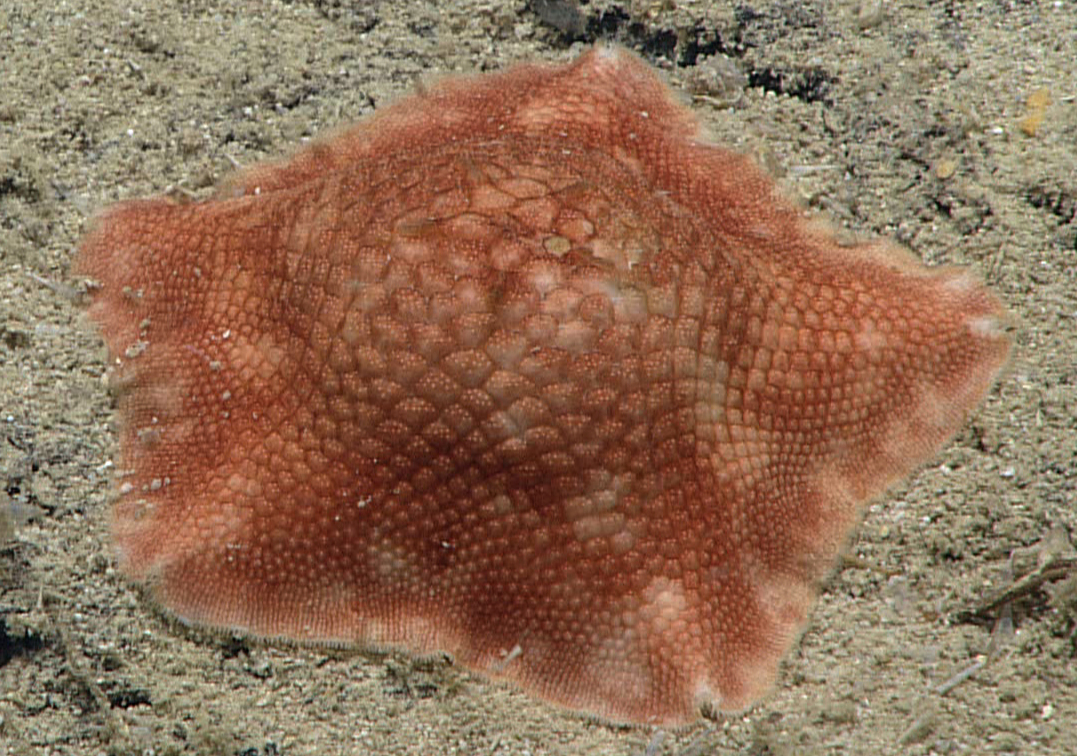
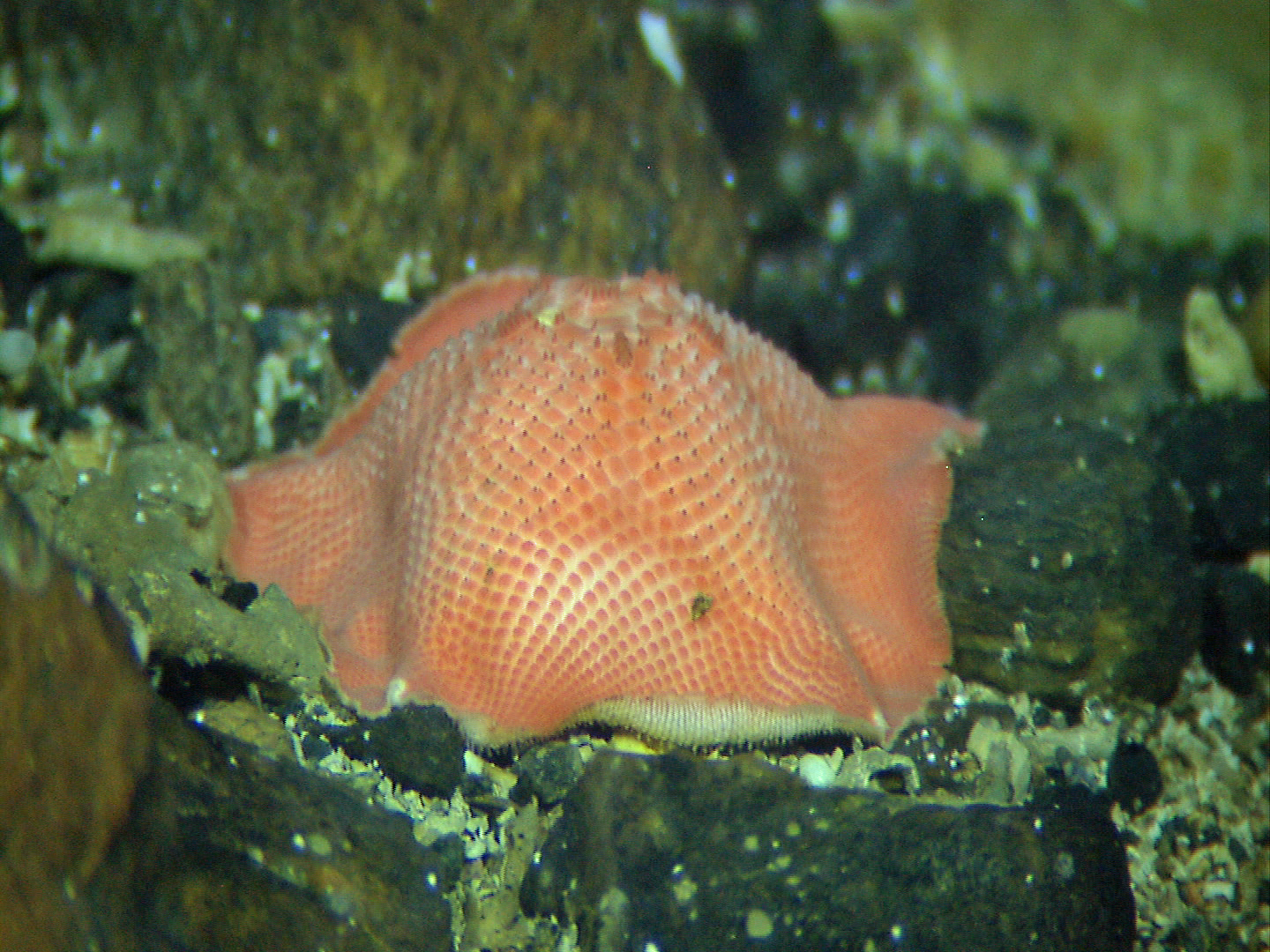
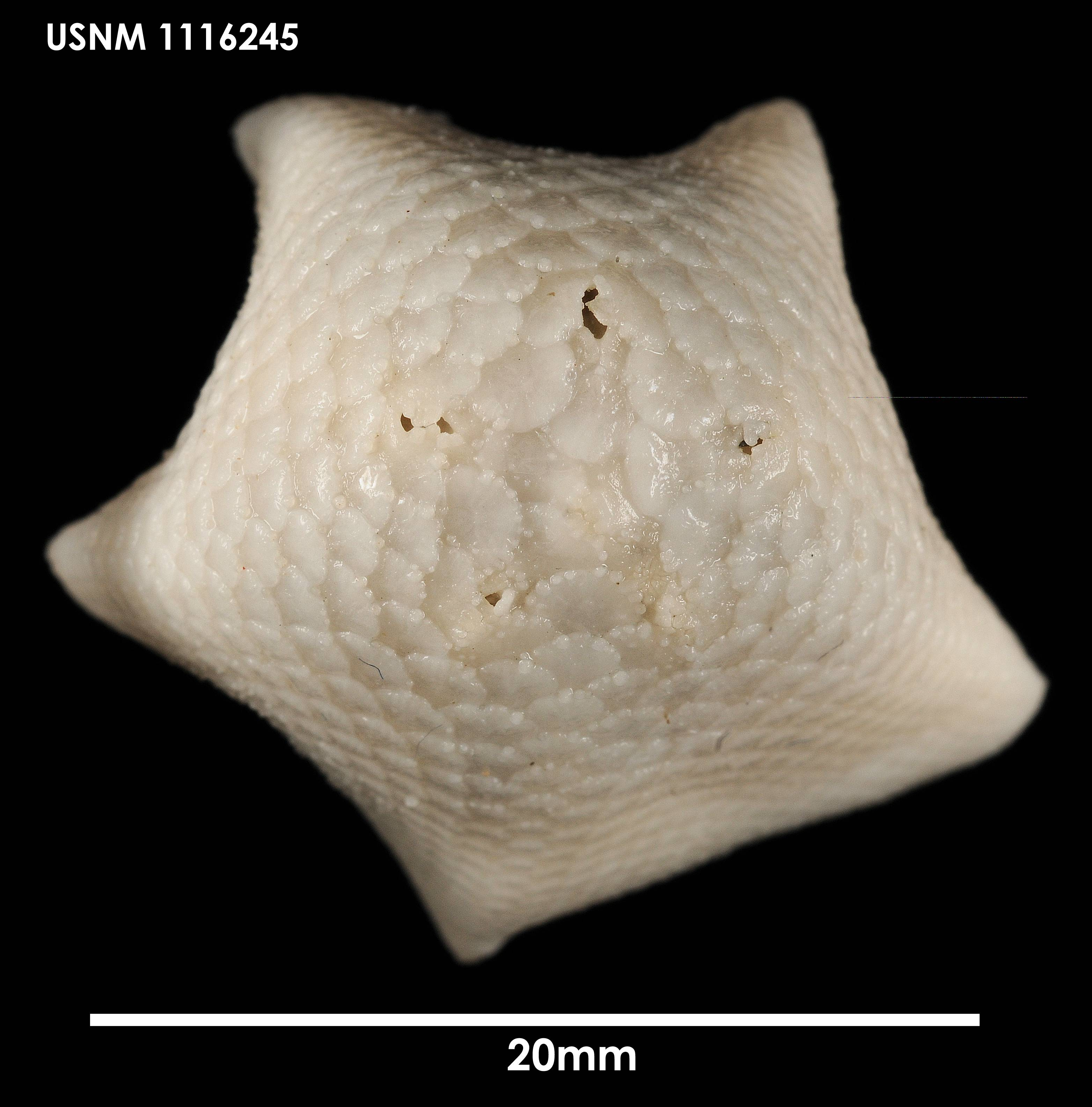
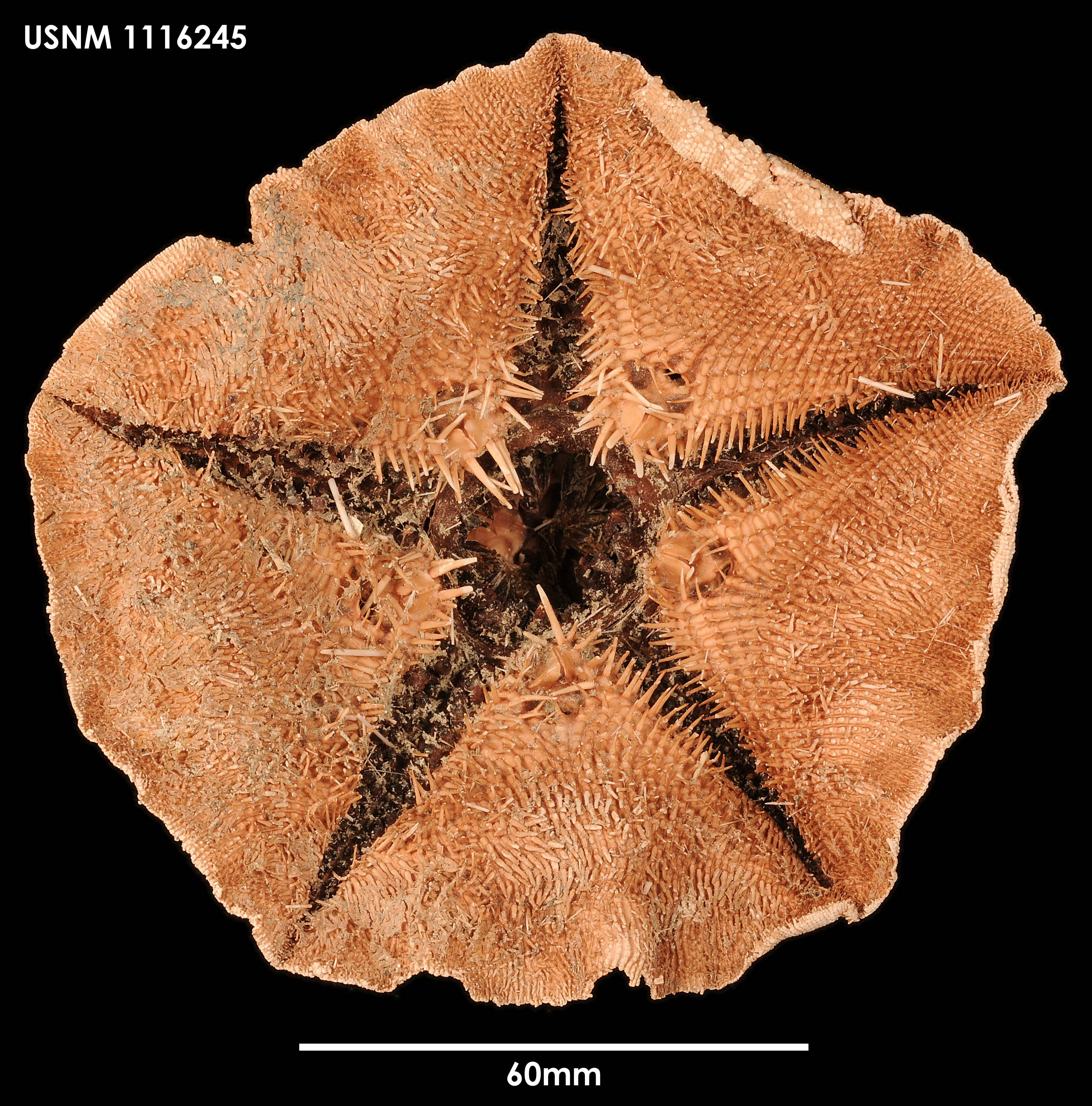
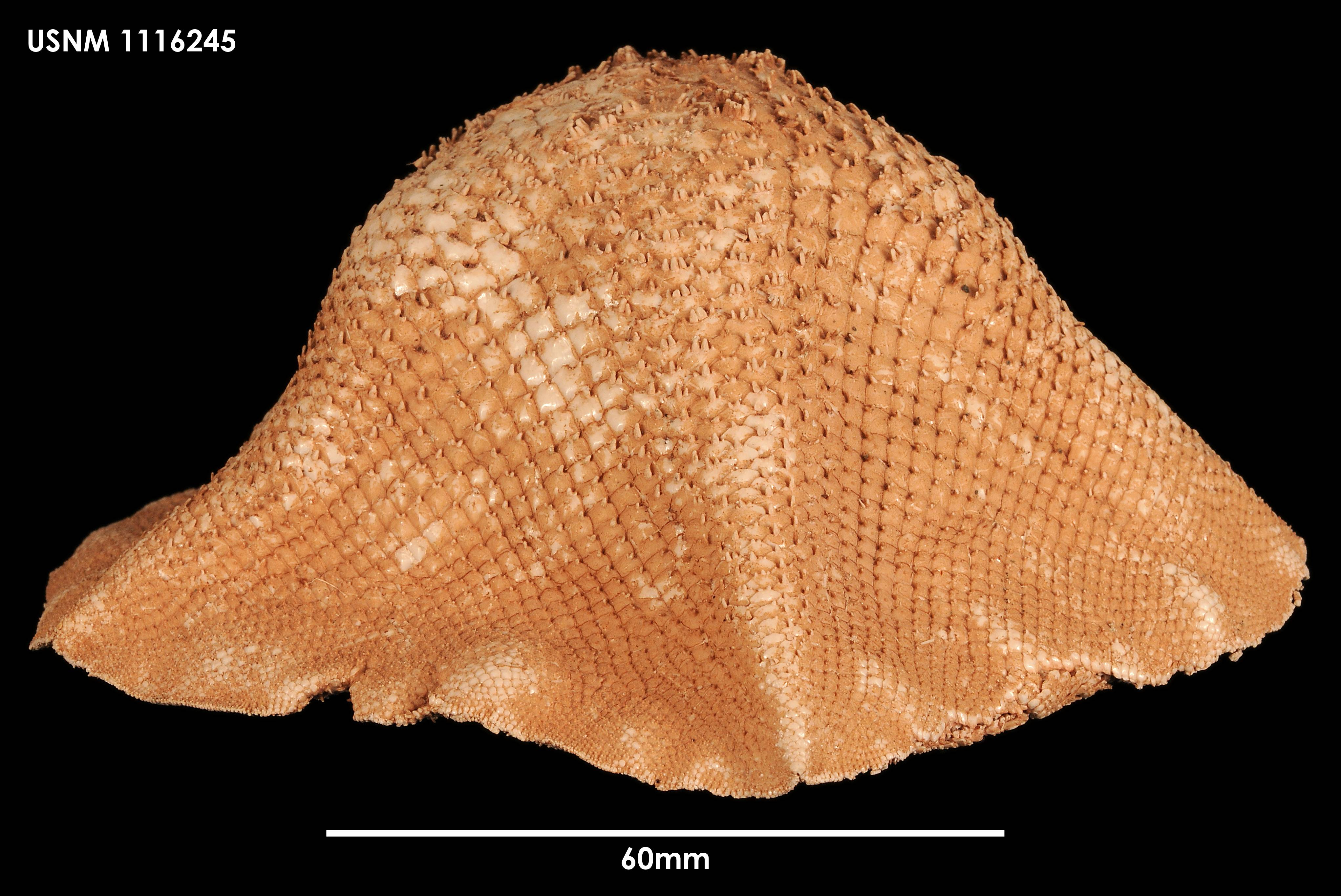